# Riders dajdžest
Riders dajdžest (енгл. Reader's Digest), je američki porodični magazin.
Internacionalna izdanja magazina imaju dodatnih 40 miliona čitatelja u više od 70 država kroz 49 izdanja na 21 jeziku. Mesečnik ima globalni tiraž od 10.5 miliona čitatelja, što ga čini časopisom sa najvećim plaćenim tiražom na svetu. Takođe je objavljen na Brajevom pismu, digitalnom, audio i u velikom tipu koji se naziva "Reader's Digest Large Print". Časopis je kompaktan, a njegove stranice su otprilike upola veće od većine američkih časopisa, na osnovu čega je u leto 2005. godine američko izdanje usvojilo slogan "Amerika u džepu". U januaru 2008. godine slogan je promenjen u „Život dobro podeljen“.
Ranije smešten u Plezentvilu, Njujork, sedište magazina je danas na Menhetenu. Osnovan je 1922. od strane Devita Volasa i njegove supruge Lajle Bel Volas. Tokom niza godina Riders dajdžest je bio najprodavaniji potrošački magazin u SAD, sve do 2009. kada je prvo mesto zauzeo časopis Bolji domovi i bašte. Prema Media Mark Research (2006), Riders dajdžest je dosegao više čitalaca sa prihodima domaćinstva od preko 100.000 dolara nego Fortune, The Wall Street Journal, Business Week, i Inc. zajedno.
Pored izdavanja magazina kompanija u čijem je vlasništvu magazin se bavi i izdavanjam knjiga.

## Istorija
Godine 1922, Devit Volas pokrenuo je časopis dok se oporavljao od rana od šrapnela natalih u Prvom svetskom ratu. On je imao ideju da prikupi primere omiljenih članaka o brojnim temama iz različitih mesečnih časopisa, ponekad ih skrativši i ponovo napisati te da ih objedini u jedan magazin.
Od osnovanja magazin je zadržao kozervatian i anti-komunistički stav. Volasovi su se inicijalno nadali da će im magazin donositi $5,000 neto prihoda. Njihova procena šta potencijalni publika i tržište želi da čita je dovela do brzog rasta prodaje. Do 1929. godine magazin je imao 290.000 pretplatnika i bruto prihod od 900.000$ godišnje. Prvo međunarodno izdanje objavljeno je u Ujedinjenom Kraljevstvu 1938. Do 40. godišnjice Riders dajdžesta postojalo je 40 međunarodnih izdanja, na 13 jezika i Brajevom pismu. U jednom trenutku, bio je to najveći časopis u Kini, Meksiku , Španiji, Švedskoj, Perui i drugih zemaljama, sa ukupnim međunarodnim prometom od 23 miliona.
Poznata kolumna u magazinu je "Word Power", koja je prvi put objavljena 1945. U Decembru 1952. magazin je objavio seriju članaka koji su povezivali pušenje sa razvitkom kancera.
Prema istraživanju iz 2006. Riders dajdžest je zatupljeniji u domaćinstvima sa godišnjim prihodom od 100,000 $+ i to više nego četiri konkurentska magazina zajedno.
Počevši sa Januarom 2013. američko izdanje je povećalo broj izdanja na ukupno 12 godišnje.

## Internacionalna izdanja
Međunarodna izdanja učinila su Riders dajdžest najprodavanijim mesečnim časopisom. Njegov svetski tiraž, uključujući sva izdanja, dostigao je 17 miliona primeraka i 70 miliona čitalaca. Riders dajdžest objavljuje se u 49 izdanja i 21 jeziku i dostupan je u preko 70 zemalja.
Međunarodna izdanja čini oko 50% obima časopisa. Na svakom tržištu lokalni urednici naručuju ili kupuju članke za svoje tržište i dele sadržaj s američkim i drugim izdanjima. Izabrane članke zatim prevode lokalni prevodioci a prevode koje su uređivali lokalni urednici kako bi ih uskladili sa "dobro formiranim neformalnim" stilom američkog izdanja. Tokom 90 godina kompanija je izdavala izdanja na različitim jezicima u različitim zemljama. Često su ta izdanja počinjala kao prevodi američke verzije časopisa, ali vremenom su postala jedinstvena izdanja. Lokalna izdanja koja još uvek objavljuju najveći deo američkog Riders dajdžest-a obično se nazivaju kvalifikatorima, kao što su na primer portugalsko li švedsko izdanje.
Lista je sortirana prema godini prve objave. Neke države su imale svoja izdanja, ali više nemaju. Na primer, danska verzija Riders dajdžesta (Det Bedste) prestala je sa objavljivanjem 2005. godine i zamenjena je švedskom verzijom (Reader's Digest Det Basta); kao rezultat, švedsko izdanje pokriva priče o obe zemlje (ali pisane isključivo na švedskom).
- 1938. - Ujedinjeno Kraljevstvo (prodato 2010, radi pod licencom)
- 1940. - Kuba i Latinska Amerika (na španskom) (kao Selecciones)
- 1942 - Brazil
- 1943 - Švedska, Egipat (arapski)
- 1945 - Finska[16]
- 1946 - Australija, Danska, Japan
- 1947 - Belgija (na francuskom), Francuska, Norveška
- 1948 - Kanada (engleski), Japan (posao obustavljen 1985.), Nemačka, Južna Afrika, Švajcarska (na francuskom i nemačkom), Italija (posao obustavljen 2007.)
- 1950. - Argentina, Novi Zeland
- 1952 - Austrija, Španija (kao Selecciones u Španiji)
- 1954 - Indija i Pakistan (na engleskom)
- 1957 - Holandija
- 1959. - Čile, Kostarika i Centralna Amerika
- 1965. - Tajvan, Hongkong i jugoistočna Azija (na tradicionalnom kineskom)
- 1968 - Belgija (holandski)
- 1971 - Portoriko i Sjedinjene Države (na španskom), Portugal
- 1978 - Južna Koreja (posao prekinut 2009.)
- 1991 - Mađarska, Rusija
- 1993 - Češka
- 1995 - Poljska
- 1996. - Tajland (posao prekinut 2014. godine)
- 1997 - Slovačka
- 2004 - Indonezija (posao prekinut u Oktobru 2015.)
- 2005 - Rumunija, Slovenija, Hrvatska, Bugarska
- 2007 - Bosna i Hercegovina, Srbija, Ukrajina
- 2008 - Kina (izdavanje obustavljeno 2012.)

### Arapska izdanja
Prvo izdanje u arapskom svetu je štampano u Egiptu 1943. Licenca je kasnije ukinuta. Naredno izdanje na arapskim jezicima je pokrenuto 1976.

### Kanadsko izdanje
Kanadsko izdanje je prvi put izašlo u Julu 1947. na Francuskom jeziku i u Februaru 1948. na Engleskom, koji danas čini glavnicu izdanja na tržištu Kanade.

### Indijsko izdanje
Indijsko izdanje je prvi put objavljeno 1954. Tiraž je tada bio 40.000 primeraka. Tokom 2008. prodato je više od 600 000 primeraka mesečno. Magazin objavljuje indijske kao i internacionle članke. U periodu 2019. i tokom prethodnih godina indijsko izdanje je zabeležilo značajan pad prodaje.

## Literatura
- John Bainbridge, Little Wonder. Or, the Reader's Digest and How It Grew, New York: Reynal & Hitchcock, 1945.
- John Heidenry, Theirs Was the Kingdom: Lila and DeWitt Wallace and the Story of the Reader's Digest, New York/London: W.W. Norton, 1993
- Samuel A. Schreiner, The Condensed World of the Reader's Digest, New York: Stein and Day, 1977.
- James Playsted Wood, Of Lasting Interest: The Story of the Reader's Digest, Westport, Connecticut: Greenwood Press, 1958.
- Clem Robyns, "The Internationalisation of Social and Cultural Values: On the Homogenization and Localization Strategies of the Reader's Digest", Folia Translatologica 3, 1994, 83–92
- Joanne P. Sharp, Condensing the Cold War: Reader's Digest and American Identity, University of Minnesota Press, 2000.
- Joanne P. Sharp, Hegemony, popular culture and geopolitics: the Reader's Digest and the construction of danger, Political Geography, Elsevier, 1996.
- Visnja Milidragovic, "From direct marketing tool to digital niche product: a Reader’s Digest Sweepstakes case study", SFU, 2012.
- „Dr. Barclay Acheson, Editor, Dies at 70; International Reader's Digest Official”. timesmachine.nytimes.com (на језику: енглески). Приступљено 2022-07-23.
- „The Story of DeWitt Wallace: An Original Aggregator”. DeWitt Wallace Center (на језику: енглески). Приступљено 2022-07-23.
- "Three other publishers also enlisted in the anti-Communist ranks: Henry Luce (Time, Life), Robert McCormick, (Chicago Tribune), and DeWitt Wallace (Reader's Digest)." Larry Ceplair, Anti-Communism in Twentieth-century America: a critical history Santa Barbara, California: Praeger, 2011,  9781440800481
- "The Digest's editor, DeWitt Wallace, who shared the anti-union, anti-Communist views of Lorimer and his successors, searched for ways to convey those views in positive terms". Anne Loftis, Witnesses To The Struggle: Imaging the 1930s California Labor Movement. Reno, Nevada: University of Nevada Press, 1998.  0874174406
- John Heidenry, Theirs Was the Kingdom: Lila and DeWitt Wallace and the Story of the Reader's Digest, New York, W.W. Norton, 1993
- Perlstein, Rick (2008). Nixonland: The Rise of a President and the Fracturing of America. Simon and Schuster. стр. 85. ISBN 978-0-7432-4302-5.
- „About Wallace: A Brief History”. The Wallace Foundation. 2019.
- „Golden Plate Awardees of the American Academy of Achievement”. www.achievement.org. American Academy of Achievement.
- Marchand, Philip. „Remembering the Reader's Digest Condensed Library”. National Post. Приступљено 12. 6. 2019.
- The New York Times: "New Editor at Digest's Condensed Books", August 2, 1987
- "Reader's Digest Condensed Books: 'as difficult to dispose of as bins of radioactive waste'"
- Clayton Library: "We DON'T ACCEPT  Reader's Digest Condensed Books–they do not sell".
- Norrick-Rühl, Corinna (2021-10-11), „Contracts, Clauses, Controversy: John Hersey, Alfred A. Knopf, Inc. and Reader's Digest Condensed Books”, Symbolism, De Gruyter, стр. 35—54, ISBN 978-3-11-075645-6, doi:10.1515/9783110756456-003, Приступљено 2022-10-14
- Volkersz, Evert (1995-06-01). „McBook: The Reader's Digest condensed books franchise”. Publishing Research Quarterly (на језику: енглески). 11 (2): 52—61. ISSN 1936-4792. S2CID 143654866. doi:10.1007/BF02680426.

## Spoljašnje veze
- Zvanični veb-sajt